# ペーター・レーゼル
ペーター・レーゼル（ドイツ語: Peter Rösel、1945年2月2日 - ）はドイツのクラシック音楽のピアニスト。

## 概説
1945年にドレスデンに生まれた。生地のドレスデン音楽大学で学んだ後、モスクワに留学しモスクワ音楽院でドミトリー・バシキーロフとレフ・オボーリンに師事した。1966年のチャイコフスキー国際コンクールに出場し6位に入賞したほか、ピアニストと歌手のためのローベルト・シューマン国際コンクールピアノ部門第2位。1968年にはモントリオール国際ピアノコンクールで2位に入賞した。現在はドレスデンに在住し、母校のドレスデン音楽大学で2012年まで教授をつとめた。
これまでに5つの全ての大陸の40を超える国々で演奏を行っている。共演した著名な指揮者はルドルフ・ケンペ、クルト・ザンデルリング、キリル・コンドラシン、クラウス・テンシュテット、ヘルベルト・ブロムシュテット、クルト・マズア、ホルスト・シュタイン、ベルナルト・ハイティンク、ギュンター・ヘルビヒ、ウラジーミル・フェドセーエフ、シャルル・デュトワ、ユーリ・テミルカーノフ、マレク・ヤノフスキ、ドミトリー・キタエンコ、ハンス・フォンク、ハルトムート・ヘンヒェン、クラウス・ペーター・フロール、ダニエル・ハーディング、若杉弘、朝比奈隆など、主要なオーケストラにはライプツィヒ・ゲヴァントハウス管弦楽団、ベルリン交響楽団、シュターツカペレ・ドレスデン、ロイヤル・フィルハーモニー管弦楽団、ベルリン・フィルハーモニー管弦楽団、ロンドン・フィルハーモニー管弦楽団、モーツァルテウム管弦楽団、新日本フィルハーモニー交響楽団、デトロイト交響楽団、ニューヨーク・フィルハーモニー管弦楽団、ロサンゼルス・フィルハーモニー管弦楽団などがある。ザルツブルク音楽祭やエディンバラ国際フェスティバル、BBCプロムスなどの音楽祭にも出演している。
2005年にはドレスデン音楽祭で紀尾井シンフォニエッタ東京との共演によりベートーヴェンのピアノ協奏曲全曲を演奏した。この縁がもととなり2007年4月に日本では30年振りとなるコンサートを紀尾井ホールで開催した。さらに2008年10月からはベートーヴェンのピアノ・ソナタ全曲を同ホールにて4年にわたり演奏するプロジェクトが進行中である。
また仙台国際音楽コンクールにおいて、2003年(第2回)および2007年(第3回)の2度に渡ってピアノ部門の審査副委員長を務めた。
2009年にはKunstpreis der Stadt Dresden 2009(ドレスデン市芸術賞)受賞。
録音にはフロール指揮のベルリン響との共演によるベートーヴェンのピアノ協奏曲全集やブラームスのピアノ独奏曲全集などがある。冷戦時の鉄のカーテンの影響もあり、当時の西側諸国のメジャーレーベルには録音を行わなかったものの、現在に至るまで実力は高く評価されつづけている。音楽評論家の大木正純はベートーヴェンのピアノ協奏曲全集の録音について「ベートーヴェンを心から愛する人々には、これは一つの新しい、そして掛けがえのない宝物となることを信じて疑わない」と述べている。